# Chino fuzhounés
El fuzhounés (en chino, 福州話, BUC: Hók-ciŭ-uâ) o dialecto de Fuzhou (también escrito como Hokchow o Foochow) se considera el dialecto estándar del min dong, la rama del chino min hablada en el este de la provincia de Fujian y en la capital provincial de Fuzhou. Los hablantes nativos también se refieren a él de forma coloquial como bàng-uâ (平話), que significa lengua llana o común.
Aunque tradicionalmente es conocido como un dialecto, el habla de Fuzhou es una lengua separada en la lingüística estándar porque no es  mutuamente inteligible con otros dialectos del min ni del chino en general. 
En la China, el dialecto fuzhounés es hablado en 12 ciudades y condados: Fuzhou (福州), Pingnan (屏南), Gutien (古田), Luoyuan (羅源), Minqing (閩清), Lianjiang (連江), Minhou (閩侯), Changle (長樂), Yongtai (永泰), Fuqing (福清), Jianning (建宁) y Pingtan (平潭). 
El dialecto de Fuzhou es hablado también en Sitiawan y Sibu (Malasia), donde ha sido llamado "nuevo Fuzhou" debido a la llegada de inmigrantes desde 1901. De forma similar, el dialecto se ha extendido a Estados Unidos, Reino Unido y Japón debido a a inmigración en las últimas décadas.
- Datos: Q35571
- Multimedia: Fuzhou dialect / Q35571